# Jo-Jo

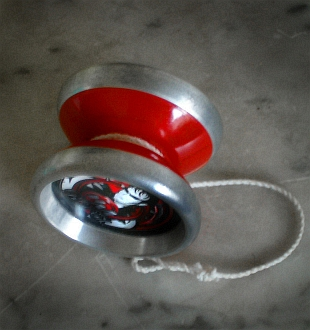
Ein Jo-Jo aus Plastik und Metall in der Bauform „Butterfly Shape“

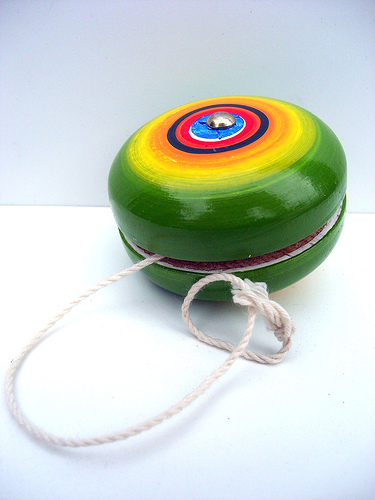
Ein Jo-Jo aus Holz in der Bauform „Imperial (Standard) Shape“

Ein Jo-Jo in Bewegung

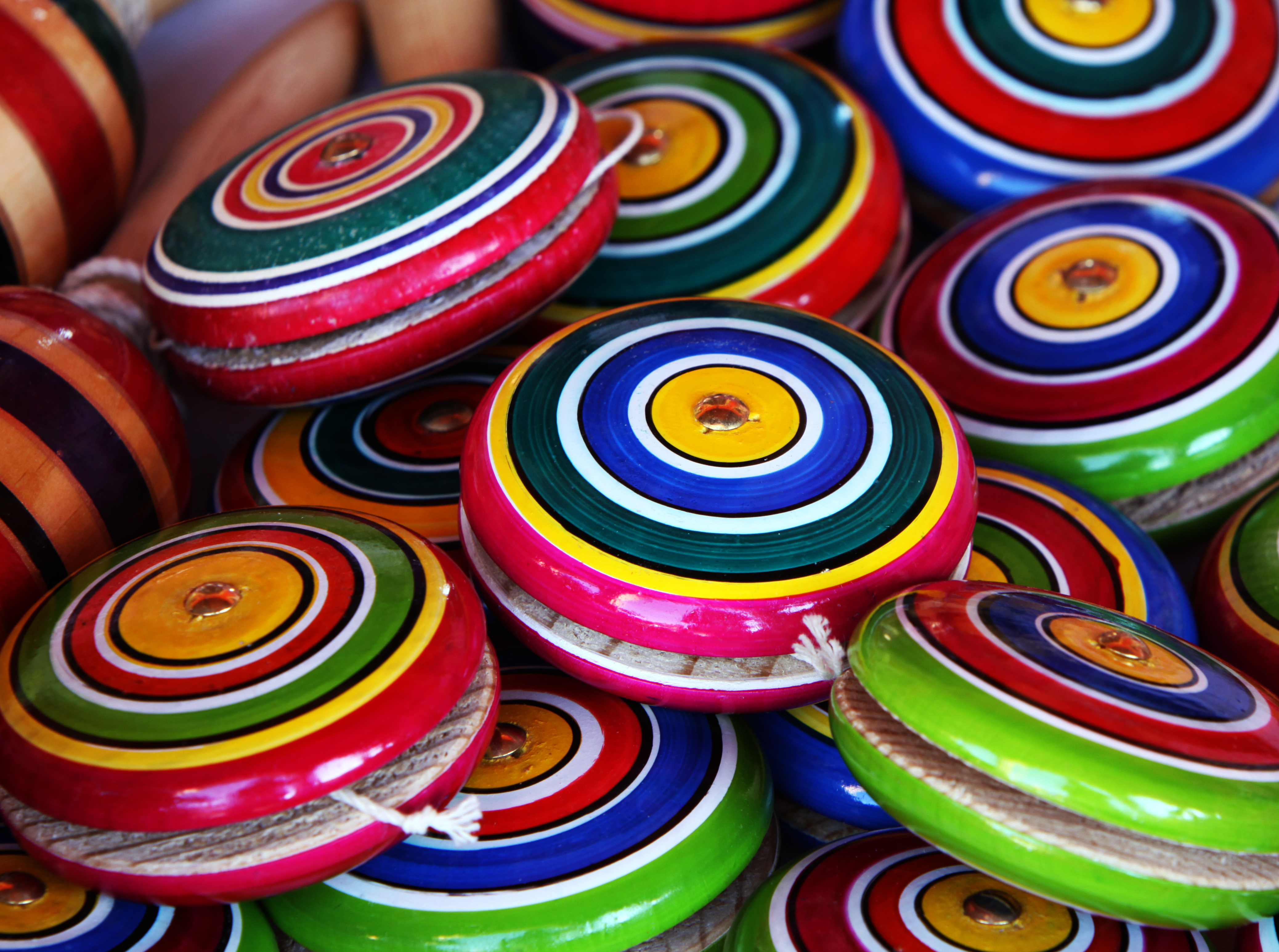
Mexikanisches Jo-Jo

Das Jo-Jo (auch Yo-Yo) ist ein Spielzeug, welches aus zwei Scheiben besteht, die durch einen Mittelsteg verbunden sind. Am Mittelsteg ist eine Schnur befestigt und aufgewickelt. Dadurch können die Scheiben – auf mehr oder weniger kunstfertige Weise – auf- und abwärts bewegt werden.

## Herkunft des Wortes und alternative Ausdrücke
Für den Begriff Jo-Jo gibt es zwei Erklärungsversuche:
1. Er stammt aus der philippinischen Sprache Tagalog und bedeutet übersetzt: komm-komm,
2. Er stammt vom französischen Wortstamm jouer (spielen).

Am Ende des 18. Jahrhunderts, als das Spielgerät eine Welle der Beliebtheit in Frankreich und anderen europäischen Ländern erlebte, verwendete man unter anderem den Ausdruck Joujou de Normandie.
Bis dahin war der Name Jo-Jo allerdings im Westen nicht gebräuchlich. In Frankreich wurde das Jo-Jo zu dieser Zeit als „Bandalore“ bezeichnet. In Deutschland hieß es Rollrädchen oder Schuhschuh (=Joujou). Eine ältere deutsche Bezeichnung ist Emigrant, Meyers Konversationslexikon von 1889 kennt noch den Ausdruck Joujou.
Eine der ersten Erwähnungen des Namens „Yo-Yo“ stammt aus der Zeitschrift „Scientific American“ aus dem Jahre 1912.

## Geschichte

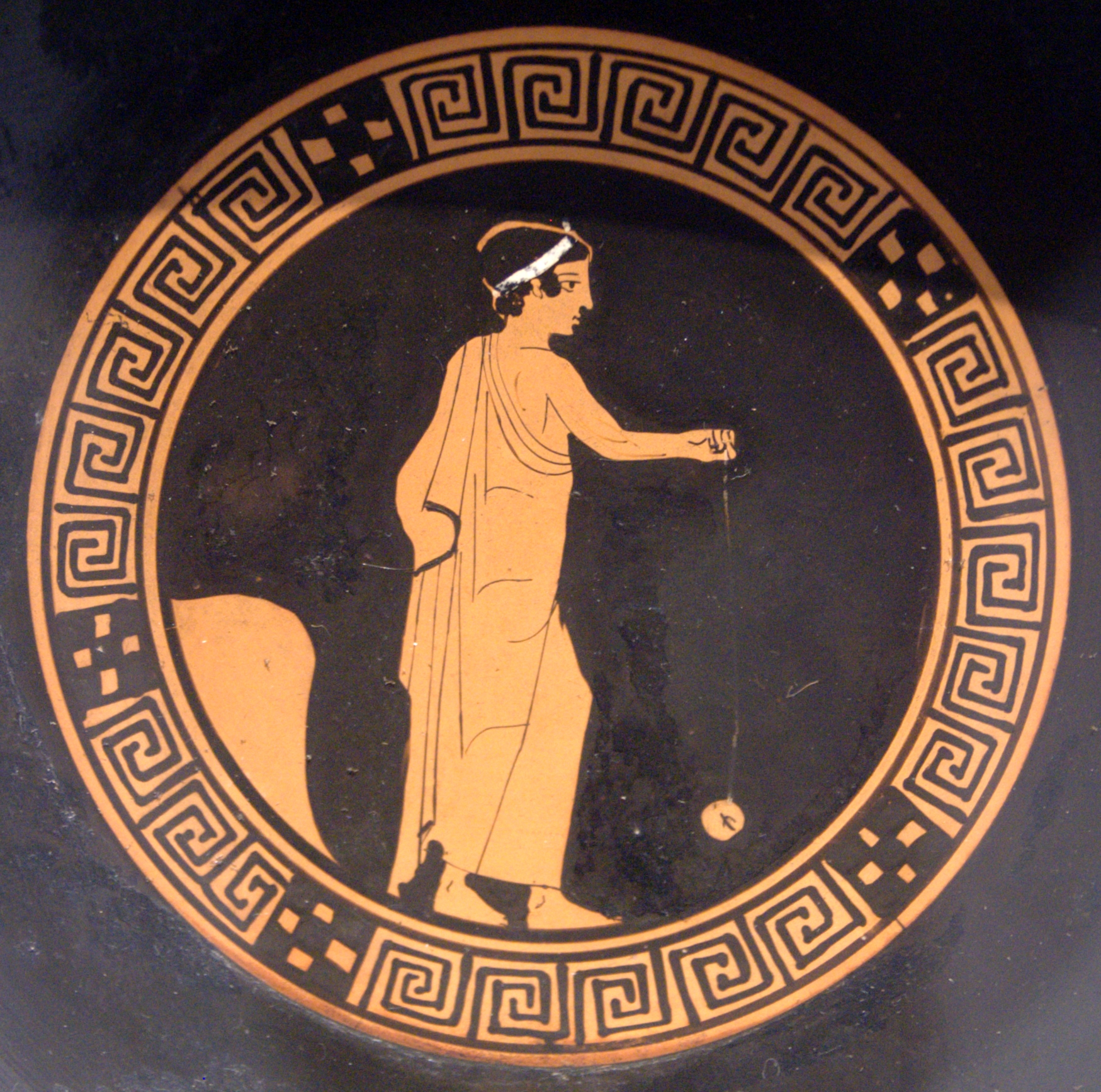
Junge beim Jo-Jo-Spiel, attische Kylix, um 440 v. Chr., Antikensammlung Berlin (F 2549)

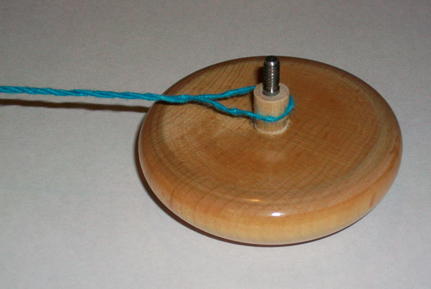
Jo-Jo-Hälfte mit geschlungener Schnur

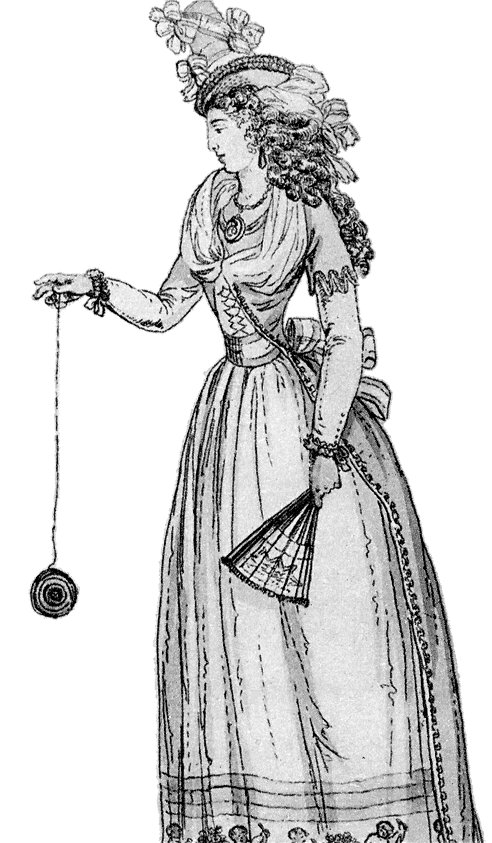
Jo-Jo spielende Dame (Journal des Luxus und der Moden, Oktober 1791)

Das griechische Nationalmuseum (National Museum of Athens) in Athen beherbergt eine Vase mit der Abbildung eines Jo-Jo spielenden Jungen sowie eine Terrakottascheibe, die als Jo-Jo diente.
Aus dem 16. Jahrhundert sind Berichte aus den Philippinen bekannt, dass Jäger sich in Bäumen versteckten und an bis zu sechs Meter lange Seile gebundene Felsbrocken auf Beutetiere hinabschleuderten, wobei die Felsblöcke mehrfach hinaufgezogen und wieder hinuntergeschleudert werden konnten. Es ist zwar mehr als zweifelhaft, ob diese Vorrichtungen tatsächlich als Vorläufer des Jo-Jos betrachtet werden können. Tatsache ist aber, dass sich das Jo-Jo auf den Philippinen seit langer Zeit als Kinderspielzeug großer Beliebtheit erfreute.
Johann Wolfgang von Goethe lernte das Spiel bei seinem Aufenthalt in Venedig 1790 kennen. Er dichtete:
Welch ein lustiges Spiel! Es windet am Faden die Scheibe,
Die von der Hand entfloh, eilig sich wieder herauf!
Aus dem Ende des 18. Jahrhunderts sind Abbildungen Jo-Jo spielender Personen aus Frankreich bekannt. Zwischen 1790 und 1794 war das Jo-Jo eine ausgeprägte Modeerscheinung, die bis in die höchsten sozialen Schichten vordrang und auch auf Deutschland übergriff. Aus dieser Zeit stammt die Bezeichnung Joujou de Normandie.
Das erste US-amerikanische Patent besaßen James L. Haven und Charles Hettrich aus dem Jahre 1866.

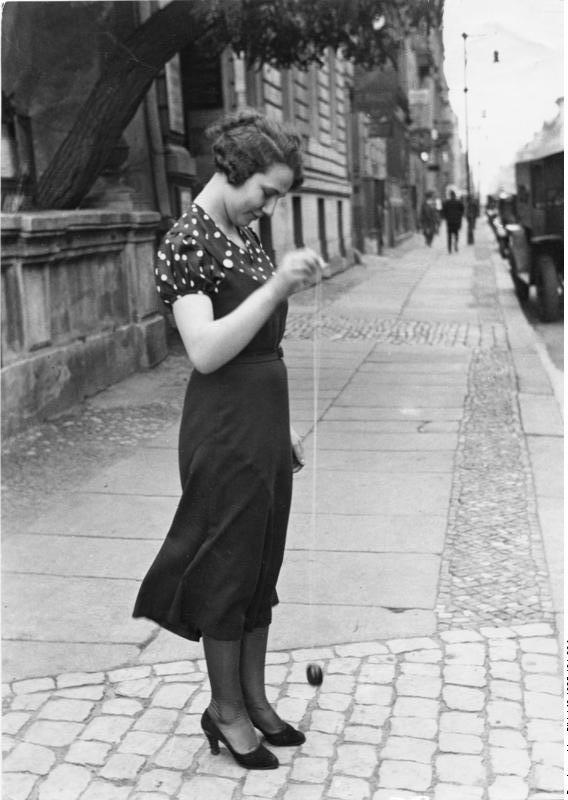
Jo-Jo-Spielerin in der Berliner Charlottenstraße, 1930er Jahre

Pedro Flores, ein philippinischer Einwanderer in die USA, entwickelte Mitte der 1920er Jahre seine Form des Jo-Jos, gekennzeichnet durch eine bis dahin ungewöhnliche Schleifenaufhängung. Er gründete 1928 im kalifornischen Santa Barbara die „Yo-Yo Manufacturing Comp.“, die nach dem Einstieg von lokalen Investoren 1929 bereits 300.000 „Flores Yo-Yo“ verkaufte. Die Firma und die Markenrechte wurden 1930 dann von Donald F. Duncan Sr. aufgekauft, der mit effizienten Werbemaßnahmen sehr zur großen Popularität der Jo-Jos beitrug. Die Vermarktung durch Flores und Duncan stellte das Yo-Yo als exotisches, philippinisches Objekt dar. Im Spätsommer 1932 berichtet Siegfried Kracauer aus Frankreich über das „Yo-yo“ als „das jüngste Modespiel, das seinen Siegeszug angetreten hat“, und charakterisiert es so: „Eine Art Kaugummi für die Hand.“ Das Prinzip des Freilauf-Jo-Jos ließ Duncan im Jahr 1932 patentieren. Im Jahre 1962 verkaufte er 45 Millionen Jo-Jos. Flores ließ sich den Markennamen „yo-yo“ eintragen, Duncan übernahm die Markenrechte. Sie wurden ihm jedoch Jahre später wieder entzogen, weil der Begriff „yo-yo“ Allgemeingut geworden war.
Die amerikanische Entwicklung war Hintergrund einer ab August 1932 ganz Europa in den Bann schlagenden Jo-Jo-Manie. Über Kanada gelangte das Spielzeug nach Großbritannien und von dort in die französischen Badeorte. Dann verbreitete es sich binnen weniger Wochen in ganz Europa. Das Jo-Jo wurde als Spiel der Weltwirtschaftskrise gedeutet, als Zeitverschwendung und Eskapismus kritisiert, schien Ausdruck der modernen Massengesellschaft. Jo-Jo-Wettbewerbe gab es in allen größeren Städten, philippinisch-amerikanische Virtuosen heizten die Mode an. Etliche Schlager widmeten sich dem Jo-Jo, das auch zahllose Karikaturen hervorrief. Die Jo-Jo-Mode begann im Dezember 1932 abzuebben, das Spiel hatte sich jedoch in Europa fest verankert.
In Chico in Kalifornien steht heute das National Yo-Yo Museum, wo man neben vielen historischen Dingen über das Jo-Jo auch das größte Holz-Jo-Jo der Welt von Tom Kuhn bewundern kann (123 kg schwer).
Jedes Jahr findet der World Yo-Yo Contest statt, bei dem der Titel Jo-Jo-Weltmeister vergeben wird.
Zu Ehren des Geburtstags von Donald F. Duncan Sr. findet der World Yo-Yo Day (Welt-Jo-Jo-Tag) jedes Jahr am 6. Juni statt.

## Material, Bauformen
Die in Griechenland verwendeten Jo-Jos waren aus Terrakotta, die von Flores und Duncan gefertigten aus Ahornholz. Seit etwa 1960 ist das bevorzugte Material Kunststoff. Seit kurzem finden sich jedoch auch Jo-Jos, die ganz oder teilweise aus Metallen gefertigt sind.
Bei den ursprünglichen Jo-Jos war die Achse fest mit der Schnur verbunden. Eine bedeutende Verbesserung entstand um 1928 durch Einführung der Schnurschlaufe durch Flores. Damit war die Achse innerhalb der Schnurschlaufe frei drehbar. Als Effekt ergab sich, dass sich das Jo-Jo bei ganz abgewickelter Schnur weiterdrehte, ohne sich sofort wieder aufzuwickeln. Durch einen kleinen Ruck an der Schnur verwickelt sich die Schlaufe in der Achse und durch die damit verstärkte Reibung wickelt sich das Jo-Jo wieder auf. Mit dieser verbesserten Technik entstand eine Vielzahl möglicher neuer Tricks.
Es gibt im Allgemeinen zwei Achsenarten. Zum einen gibt es die bereits erwähnten festen Achsen mit einer darum gelegten Schnurschlaufe zum anderen gibt es die sog. „Transaxles“. Diese lassen sich weiter unterteilen: Hauptsächlich bei billigeren Jo-Jos findet sich eine Transaxle in Form eines um eine starre Metallachse gelegten Plastikrings. Eine Variation hiervon, die sich beispielsweise im ProFire von Duncan findet, sind zwei (Metall-)Ringe, die aufeinander und dann auf eine Metallachse gesteckt werden. Weiterhin gibt es Jo-Jos mit Kugellager (heute Standard). Alle Transaxles vermindern im Vergleich zu einer starren Achse die Reibung und ermöglichen eine länger andauernde Drehung.

Abbildung im Patent von 1866

Eine weitere Variante der modernen Jo-Jos sind Fliehkraftkupplungen. Diese geben bei einer ausreichend hohen Drehzahl die Achse frei, und das Jo-Jo kann sich drehen, ohne dass die Schnur aufgewickelt wird. Verlangsamt sich die Drehung, dann „greift“ die Kupplung und fixiert die Verbindung Achse-Schnur und das Jo-Jo wickelt sich auf. Diese Jo-Jos gibt es mit diversen Achsensystemen und sind vor allem für Anfänger geeignet.
Außerdem haben moderne Jo-Jos oft wenig „Response“; womit bezeichnet wird, wie gut das Jo-Jo auf einen Ruck an der Schnur reagiert. Die Eigenschaft, bei einem leichten Ruck zurückzukommen, wird bei vielen modernen Jo-Jos dadurch vermieden, dass der Spalt für die Schnur vergrößert wird. Einige moderne Jo-Jos kommen sogar nur mit einem sogenannten „Bind“ zurück in die Hand. Bei einem Bind wird in den Schnurspalt eine extra Lage Schnur gebracht, wodurch Reibung an den Jo-Jo-Hälften entsteht, die es ermöglicht, das Jo-Jo doch durch einen Ruck zurückzuholen.

### „Imperial (Standard) Shape“ vs. „Butterfly Shape“
Mit Shape beschreibt man die Form des Jo-Jos:
Jo-Jos mit Imperial Shape (runde Form) eignen sich mehr für sogenannte Loop-Tricks und haben einen engen Schnurspalt. Jo-Jos mit Butterfly Shape haben einen sehr breiten Schnurspalt und eignen sich daher sehr gut für Stringtricks (Schnurtricks).
Siehe auch die chinesische Jo-Jo-Variante Diabolo.

## Spielarten
Bei Wettbewerben werden die Teilnehmer in verschiedene Spielklassen eingeteilt, je nachdem auf welche Art und Weise das Jo-Jo gespielt wird:
- A (oder Single A): Spiel mit einem Jo-Jo.
- AA (oder Double A): Spiel mit zwei Jo-Jos, je einem pro Hand. Gezeigt werden Schleifen (Loop)- und Wraptricks.
- AAA (oder Triple A): Spiel mit zwei Jo-Jos, je einem pro Hand. Im Gegensatz zu AA liegt hier der Schwerpunkt auf Schnurtricks (Stringtricks) und nicht auf Loops.
- 4A (oder auch Offstring): Die Schnur des Jo-Jos ist nicht an der Achse befestigt. Das Jo-Jo wird ähnlich wie ein Diabolo gespielt.
- 5A (oder auch Freehand): Das Jo-Jo wird nicht an der Hand befestigt, sondern an einem Gegengewicht wie z. B. einem Würfel.
- Teamwettbewerb: Je zwei bis sechs Spieler treten gegeneinander in einem Team-Freestyle-Wettbewerb an. Die Tricks werden in freier Improvisation miteinander verknüpft.

## Verband
- Yo-Yo-Vereinigung Deutschland e. V. (GYYA)

## Jo-Jo-Effekt
Das Jo-Jo hat seinen Namen als Metapher auch dem Jo-Jo-Effekt bei Diäten geliehen.